# انتوني باردون
انتوني باردون (بالإنجليزية: Anthony Bardon)‏ (19 يناير 1993 بلندن في المملكة المتحدة - ) هو لاعب كرة قدم بريطاني في مركز الوسط. شارك مع منتخب جبل طارق لكرة القدم. أما مع النوادي، فقد لعب مع مانشستر 62 ونادي شيفيلد ونادي لينكولن ريد إيمبس ونادي بروملي وكراي واندررز وTooting & Mitcham United F.C. ‏.

## وصلات خارجية
- انتوني باردون على موقع الاتحاد الأوربي (الإنجليزية)
- انتوني باردون على موقع قاعدة بيانات كرة القدم.إي يو (الإنجليزية)
- انتوني باردون على موقع ناشيونال فوتبول تيمز (الإنجليزية)
- انتوني باردون على موقع Soccerway.com (الإنجليزية)